# Todd Haynes
Todd Haynes, född 2 januari 1961 i Los Angeles, Kalifornien, är en amerikansk regissör och manusförfattare. Haynes nominerades till en Oscar år 2003 för Bästa originalmanus till Far From Heaven.

## Filmografi, i urval
- 1991 – Poison
- 1995 – Safe
- 1998 – Velvet Goldmine
- 2002 – Far from Heaven
- 2007 – I'm Not There
- 2011 – Mildred Pierce (TV-serie)
- 2015 – Carol
- 2019 – Dark Waters
- 2023 – May December